# Чернецький Назар
Чернецький Назар — кобзар.
Учень зіньківського кобзаря Івана (Хмеля) Хмельницького разом із такими учнями, як: Дмитро Кочерга, Мусій Кулик (Гордієць), Орест Поливський, Артем Курочка, Петро Кожевник, Йосип Харченко, та інші.
Знав Зіньківську науку.